# ميراي عيسى
ميراي عيسى لبنانية من القرون الوسطى ولدت في بيروت. تدرس الفترة اللاتينية المتأخرة من العصور القديمة.

## سيرة شخصية
بعد الانتهاء من دراستها في جامعة السوربون، قامت عيسى بتدريس اللغة اللاتينية في جامعة القديس إسبريت في الكسليك، لبنان. عضو في العديد من الجمعيات والمنظمات الأدبية الدولية، التي تعمل في دراسة أدب العصور الوسطى والتاريخ الأدبي للحروب الصليبية كما رواها مؤرخوها الرئيسيون مثل وليم الصوري وجاك دي فيتري، وقد قامت أيضًا بالتحقيق نصوص روائية عن السفر في فترة ما بعد الحملة الصليبية، بالإضافة إلى الأطروحات اللاتينية التي كتبها إنسانيون ألمان وفرنسيون في القرنين السابع عشر والثامن عشر، وتتبع حياة كلية الحقوق في بيريتوس. ركّزت في ترجماتها على الأدب الديني الماروني المكتوب باللاتينية، وكان مؤسسوها تلاميذ المدرسة المارونية التي تأسست عام 1584.

## التأليف الوحيد
- اللاتينية المارونية (لاتينية الموارنة) (مختارات)، مركز جامعة الروح القدس - الكسليك للدراسات اللاتينية، باريس،مكتبة المستشرقين بول جوثنر، 2017.
- بينوميكون، بالتعاون مع س.إ.م. جوي تابت، ترجمة دراسة لاتينية عن المحلفين الرومان جان برتران (1617)، بيروت، طبعات درغام، 2012.
- المجتمعات الشرقية في تاريخ الحروب الصليبية الغربية، جامعة الروح القدس - الكسليك جونيه، مطبعة جامعة الروح القدس الكسليك، 2012.
- النسخة اللاتينية والاقتباس الفرنسي من تاريخ شؤون غيوم دي صور في أقاليم ما وراء البحار ، الكتب XI-XVIII، (النسخة اللاتينية والتكيف الفرنسي لوليام صور كرونيكل)،تورنهاوت، بريبولز، مجموعة مترجم العصور الوسطى، العدد 13، 2010.
- أكاديمية المستشارون القانونيون، بالتعاون مع سعادة جوي تابت، ترجمة أطروحة لاتينية كتبها جاك هاسي (1716)، بيروت، طبعات درغام، 2010.
- بيريتوس لك من متروبولي بيريتو، ترجمة دراسة لاتينية عن العصور القديمة الثلاثية لبيروت كتبها يوهان ستراوخ (1662)، بيروت، طبعات دار النهار، 2009.
- بولاريوم مارونيتاروم من تأليف طوبيا العنيسي، بالتعاون مع القس كرم رزق (OLM)، روما، 1911، محرر ماكس بريتشنايدر، ترجمة وتعليق، باريس،مكتبة المستشرقين بول جوثنر، 2019.
- نبذة مختصرة عن بعض المدن الشرقية (غبريال ساهيوني وجان حصروني)، بالتعاون مع القس الأب جوزيف مكرزل، الترجمة والتعليق، تورنهاوت، بريبولز، ميرور كولكشن أوف ذا مسلم إيست، قيد التنفيذ.

## التأليف الجماعي
- القانون في الأدب التأريخي. حالة نسخة من حصار صور (1123) في ويليلمي تيرينسيس أرخيأسكوبي كرونيكون (القانون في الأدب التاريخي في وقائع ويليام صور)، في ميسيلانيا جوسليتيرا، (دير جيروم ديفارد) 2017، بالتعاون مع القس الأب كرم رزق (OLM): لبنان القرن الثاني عشر كما رآه جروست: بلد الانتقال، إقطاعيات التعويض، والتوسع، في رينيه جروست. أوروبي مؤرخ في آسيا (لبنان في القرن الثاني عشر كما يراه غروست: بلد الانتقال والإقطاعيات والتوسع) (دير جيرار ديديان)، باريس، مكتبة المستشرقين بول جوثنر، 2015.
- الوظائف السياسية والثيوقراطية والشهيرية للأدب الملحمي (الوظائف السياسية والثيوقراطية والكثارتية للأدب الملحمي) في روابط ملحمية / لقاءات ملحمية، طبعات لماريان ج.أيلز وفيليب إي بينيت، إدنبرة، جامعة أكسفورد، 2015.
- مسيحيو الشرق في نظر الرحالة في الأرض المقدسة: لويس دو روشوار بين الواقع والمصادر، (مسيحيو الشرق كما يراها الرحالة في الأرض المقدسة)، في لبلاد الشام يواجهون الخارجيات. تصور الآخر وتمثيل الملك، (دير. دينيس إيجل) نشرته وزارة الشؤون الخارجية (فرنسا) والمركز الوطني للبحث العلمي (فرنسا)، داماس - بيروت، مطابع l'IFPO ، 2012.
- الألوهية في التعبير عن الفرح والضيق في نشيد أنطاكية، في النفس الملحمي: روح أغنية الإيماءات، الخلطات التي قدمتها شركة رينسيسفال إلى برنارد غيدوت، ديجون، إصدارات جامعة ديجون، 2011.
- آثار وعجائب في تاريخ الحروب الصليبية: غزو روبرت دي كلاري للقسطنطينية، في شخصيات وأماكن القداسة في المسيحية والإسلام، ندوة نظمها المركز الوطني للبحث العلمي (فرنسا) - كرسي اليونسكو، وجامعة القديس يوسف في بيروت، مطبعة جامعة جامعة القديس يوسف، 2010.
- مع القس الأب جوزيف مكرزل (OLM): إبراهيم إتشلينسيس ماروني. السيرة الذاتية لكارلو كارتاري، طبعة وترجمة وتعليق للمخطوطة اللاتينية حياة أبراهام إكلينسيس من أرشيف دولة روما، حوليات التاريخ وعلم الآثار، جامعة القديس يوسف في بيروت، 2007-2009.